# 私の両眼を閉じてください
『私の両眼を閉じてください』（ドイツ語: Schliesse mir die Augen beide）は、アルバン・ベルクがテオドール・シュトルムの同一の詩に曲付けした2つのリートである。『私の両の瞼を閉ざして下さい』等の日本語訳題もある。
1907年に作曲したハ長調の歌曲（4分の5拍子）と、十二音技法によって作曲された1925年の歌曲の2つがあり、前者は（作曲当時）未来の妻となるべきヘレーネ・ナホフスキーに、後者はウニヴェルザール出版社の創立25周年記念に、それぞれ献呈されている。1925年版は、ベルクの十二音技法が初めて本格化した楽曲であり、ここに使われた音列は、1926年の『弦楽四重奏のための抒情組曲』に再利用された。

## 詞
- 試訳

Schliesse mir die Augen beide

mit den lieben Händen zu!

Geht doch alles, was ich leide,

unter deiner Hand zur Ruh.

Und wie leise sich der Schmerz

Well' um Welle schlafen leget,

wie der letzte Schlag sich reget,

füllest du mein ganzes Herz.
私の両目を閉じてください、

その愛しい両手で!

そうすれば全てが、私の苦しみは

あなたの手の中で眠るのです。

そして、悲しみが静かに

波を打って眠りに付く時には、

その最後のひと寄せが打ち寄せるとき、

あなたは私の心の全てを満たしてくれます。

## 第2作の音列
上記の通り、「抒情組曲」に転用されている。